# Голота Ганна Степанівна
Ганна Степанівна Голота (нар. 1913, село Хорошки Полтавської губернії, тепер Лубенського району Полтавської області — ?) — українська радянська діячка, свинарка колгоспу імені Маренича Сенчанського району Полтавської області. Депутат Верховної Ради СРСР 2-го скликання.

## Життєпис
Народилася в бідній багатодітній селянській родині. Батько, Степан Олексійович Голота, наймитував у заможних селян.
Закінчила три групи школи в селі Хорошки на Полтавщині. Працювала у власному сільському господарстві.
З 1926 року — колгоспниця, ланкова з вирощування м'яти колгоспу імені Маренича села Хорошки Сенчанського (тепер — Лубенського) району Полтавської області. Під час німецької окупації 1941—1943 років працювала у власному господарстві в селі Хорошки.
З 1943 року — свинарка колгоспу імені Маренича села Хорошки Сенчанського (тепер — Лубенського) району Полтавської області. Одна з ініціаторів новаторського руху в тваринництві.